# Velingrad
Velingrad (in bulgaro Велинград?) è un comune bulgaro di 45 817 abitanti (dati 2009), situato nella Regione di Pazardžik. La sede comunale è nella località omonima, così chiamata in onore della rivoluzionaria Vela Peeva.

## Località
Il comune è formato dall'insieme delle seguenti località:
- Velingrad (sede comunale)
- Ablanica
- Alendarova
- Birkova
- Bozjova
- Butreva
- Čolakovar
- Cvetino
- Dolna Dăbeva
- Draginovo
- Gorna Birkova
- Gorna Dăbeva
- Graševo
- Jundola
- Kandovi
- Krăstava
- Medeni poljani
- Pašovi
- Rohleva
- Sveta Petka
- Sarnica
- Vranenci
- Vsemirci